# Seidou Barazé
Vous pouvez aider à l'améliorer ou bien discuter des problèmes sur sa page de discussion.
- Il ne cite pas suffisamment ses sources. Vous pouvez indiquer les passages à sourcer avec {{référence nécessaire}} ou {{Référence souhaitée}}, et inclure les références utiles en les liant aux notes de bas de page. (Marqué depuis juin 2019)

- Archive Wikiwix
- Bing
- Cairn
- DuckDuckGo
- E. Universalis
- Gallica
- Google
- G. Books
- G. News
- G. Scholar
- Persée
- Qwant
- (zh) Baidu
- (ru) Yandex
- (wd) trouver des œuvres sur Wikidata

Seidou Guéro Barazé est un footballeur international béninois né le 20 octobre 1990. Il joue au poste de défenseur central au FCSR Haguenau.

## Carrière

### En club
Barazé est formé au centre de Njalla Quan Sport Academy (NQSA) au Cameroun. Il sera promu capitaine de l'équipe première à 16 ans et joue un rôle important dans la montée de troisième en deuxième division du NSQA. Il affronte notamment des futurs internationaux comme Georges Mandjeck, Nicolas Nkoulou et Benjamin Moukandjo en Coupe du Cameroun.
Après son cursus de formation il rentre en 2008 au Bénin où il signe à l'AS Tonnerre en Ligue 1 Béninoise. À 17 ans, il connait une première saison très compliquée avec des blessures la seconde sera bien meilleure. En 2012, le club dispute la ligue des champions. 
Il rejoint le club omanais d'Al Nasr Salalah en août 2012. 
Après cette expérience omanaise qui ne dure que quelques mois, Seidou rentre au pays et signe avec le Mogas 90 en D1 béninoise pour la saison 2012-2013. Le club devrait se produire en coupe de la CAF mais il se désiste au grand dam des joueurs. 
Au mercato d'été 2013, il signe un contrat de trois ans en faveur du club marocain d'Hassania Union Sport d'Agadir. Il fait officiellement ses débuts en entrant en jeu à domicile en championnat le 1er septembre 2013 lors de la deuxième journée contre El Jadida (victoire 1-0). 
Après une saison dans le Souss, il sera transféré au KAC Marrakech, 4e du championnat la saison précédente. Il s'engage pour deux saisons en septembre 2014. Barazé quitte le club après une saison.
En octobre 2016, il signe pour le club koweïtien d'Al Fehayheel pour une année.
En janvier 2016, il signe pour le club libyen d'Al-Ittihad Tripoli qualifié en Coupe de la CAF.
En octobre 2016, il quitte Tripoli et s'engage avec le club égyptien de Pharco.
En 2017, il arrive en Europe, d'abord dans le club finlandais OPS Oulu, puis à l'UMS Montélimar.

### En sélection nationale
Seidou a commencé sa carrière internationale en 2008, Patrick Aussems le retient dans le groupe des juniors dans le cadre des éliminatoires de la CAN. Seidou jouera les deux derniers matches des éliminatoires contre le Mali à Bamako. En 2010 et 2011, il est retenu dans le groupe des A' pour les tournois de l'UEMOA. En 2010, il forme une paire efficace avec Junior Salomon permettant au Bénin de se hisser en finale à Niamey. En 2011 il est également retenu par Edmé Codjo pour le tournoi à Dakar, titulaire indiscutable au sein de la charnière centrale il a joué tous les matches du Bénin. 
En juin 2011, Moise Ekoué, lui fais appel dans le groupe des espoirs (-23) pour les qualifications des JO 2012. Titulaire en défense centrale lors de la double confrontation contre l'Afrique du Sud qui a éliminé le Bénin. 
Il fera ses grands débuts sous les couleurs nationales avec les A en février 2011 en amical contre la Libye à Benghazi. Seidou fêtera sa première sélection en match officiel le 4 septembre 2011 face au Burundi lors des éliminatoires de la CAN 2012, positionné au poste d'arrière droit. Il continue sur sa lancée et est à nouveau titularisé contre le Rwanda à Porto-Novo. Sur ce match, Barazé est aligné au poste de milieu défensif.
En février 2012 pour les éliminatoires de la CAN 2013, Manuel Amoros, alors sélectionneur des Écureuils, le convoque contre l'Éthiopie à Addis-Abeba. Il entre en jeu à la 33e minute en remplacement d'Emmanuel Imorou sur le côté gauche de la défense. 
Il participera en novembre 2012 au match amical entre le Bénin et l'Arabie Saoudite en tant que titulaire. Il a même été élu homme du match côté béninois. Puis en décembre 2012 contre Oman, il est encore titularisé en défense centrale par Amoros.
En juin 2013, il n'a pas pu honorer sa convocation contre l'Algérie et le Mali parce que retenu par son club à cause de formalités administratives.
Barazé sera titularisé en défense centrale par Oumar Tchomogo lors du dernier des éliminatoires du mondial 2014 contre le Rwanda à Porto-Novo.
En février 2014, Didier Ollé-Nicolle est nommé sélectionneur du Bénin, il fait de Seidou Barazé l'une des pierres angulaires de son système et sera positionné en milieu défensif contre le Sao Tomé-et-Principe et le Malawi lors des préliminaires de la CAN 2015. 
Nommé en mai 2015, Oumar Tchomogo maintient sa confiance à Seidou Barazé toujours régulier avec les Écureuils. Il sera utilisé comme arrière droit contre la Guinée Équatoriale en qualifications de la CAN 2017 puis lors de la double confrontation contre le Burkina Faso comptant pour le dernier tour des préliminaires du Mondial 2018.

## Famille
Seidou Barazé est issue d'une famille de footballeurs. Il a deux jeunes frères cadets, Ismael et Tidjani, qui font carrière eux aussi. Tous deux ont bénéficié d'un stage de formation à Botafogo au Brésil avant de rejoindre une académie locale au Bénin. Ils ont d'ailleurs été internationaux cadet lors des éliminatoires de la CAN 2013. 

## Style de jeu
Seidou est décrit comme un défenseur très posé et sûr. Appliqué dans ses duels il commet peu de fautes et relance très proprement grâce à sa formidable qualité technique. Il est aussi réputé comme un bon tireur de coup franc et de penalty.